# Sant Antoni Abat de Renant
Sant Antoni Abat de Renant és una església de Renant, al municipi d'Oliola (Noguera) inclosa a l'Inventari del Patrimoni Arquitectònic de Catalunya.

## Descripció
Església d'una nau de construcció molt senzilla i de planta rectangular. Està feta amb carreus de pedra. A la façana hi ha la porta d'accés amb arc rebaixat i al damunt hi ha un ull de bou i a la part superior una espadanya, que trenca una mica amb la senzilla construcció de l'església, amb una petita campana. A la part exterior hi ha contraforts. La teulada és a doble vessant.

## Història
L'església de Sant Antoni Abat és el temple parroquial de Renant, donada al poca gent que viu actualment a Renant tan sols es diu missa un vegada a l'any, pel primer diumenge d'octubre. Aquesta església fou construïda pel senyor Llogaret per poder ésser el centre religiós. Actualment a Renant tan sols hi viu una família i es aquesta la que es troba al càrrec de l'església.